# Kent Mitchell
Henry Kent Mitchell II (født 29. marts 1939 i Albany, New York) er en amerikansk tidligere roer og olympisk guldvinder.

## Rokarriere
Mitchell roede for Stanford Cardinal, mens han studerede på Stanford University, hvor han var styrmand i forskellige både.
Hans båd, en toer med styrmand roet af Richard Draeger og Conn Findlay, deltog for USA ved OL 1960 i Rom. Amerikanerne kom via opsamlingsheat i finalen, hvor den tyske båd vandt en sikker sejr, mens Sovjetunionen blev nummer to. Amerikanerne sikrede sig bronzen komfortabelt foran Danmark på fjerdepladsen.
Mitchell vandt to amerikanske mesterskaber i 1961 og 1962, og ved OL 1964 i Tokyo deltog han igen i toer med styrmand, der denne gang blev roet af Conn Findlay og Edward Ferry. Amerikanerne vandt deres indledende heat sikkert, og i finalen var de fra midt i løbet i spidsen og vandt en komfortabel sejr, mens Frankrig blev nummer to og Holland nummer tre.

## Videre karriere
Mitchell studerede jura ved universitetet og blev senere praktiserende advokat.

## OL-medaljer
- 1964:  Guld i toer med styrmand
- 1960:  Bronze i toer med styrmand